# Tjåberget
Tjåberget är ett naturreservat i Orsa kommun i Dalarnas län. Området är naturskyddat sedan 2010 och är 1 985 hektar stort. Reservatet består av barrblandskog och myrmarker.

## Naturvärden
Tjåberget ligger ett par mil från de större vägarna vilket medfört att störningen från människor är liten. Det har en positiv effekt på rovfåglars vilja att häcka, björnpopulationen och hönsfåglar som tjäder och orre. Blöta myrar som Tjåflot är viktiga häckfågelområden, och i bergens skogar finns tallbit.
I reservatet finns rödlistade lavar, mossor och svampar som långskägg, ringlav, vedspik, vedtrappmossa, nordisk klipptuss, brandticka och gräddporing.
Modernt skogsbruk har aldrig bedrivits i Tjåberget, men spår efter gamla dimensionsavverkningar syns fortfarande i form av glest beskogade områden, till exempel på nordsidan av Rovenlammsberg. På bergstopparna finns långsamt växande granar (lusgranar) och fjällbjörksliknande björkar.

## Kulturhistoria
På Ämån, som flyter längs reservatets östra gräns, bedrevs tidigare timmerflottning. Även fäbodbruk har förekommit och vid fäboden Gävlu finns fortfarande öppen mark och byggnader. Dit går även en markerad led från entrén vid Lusbodammen.

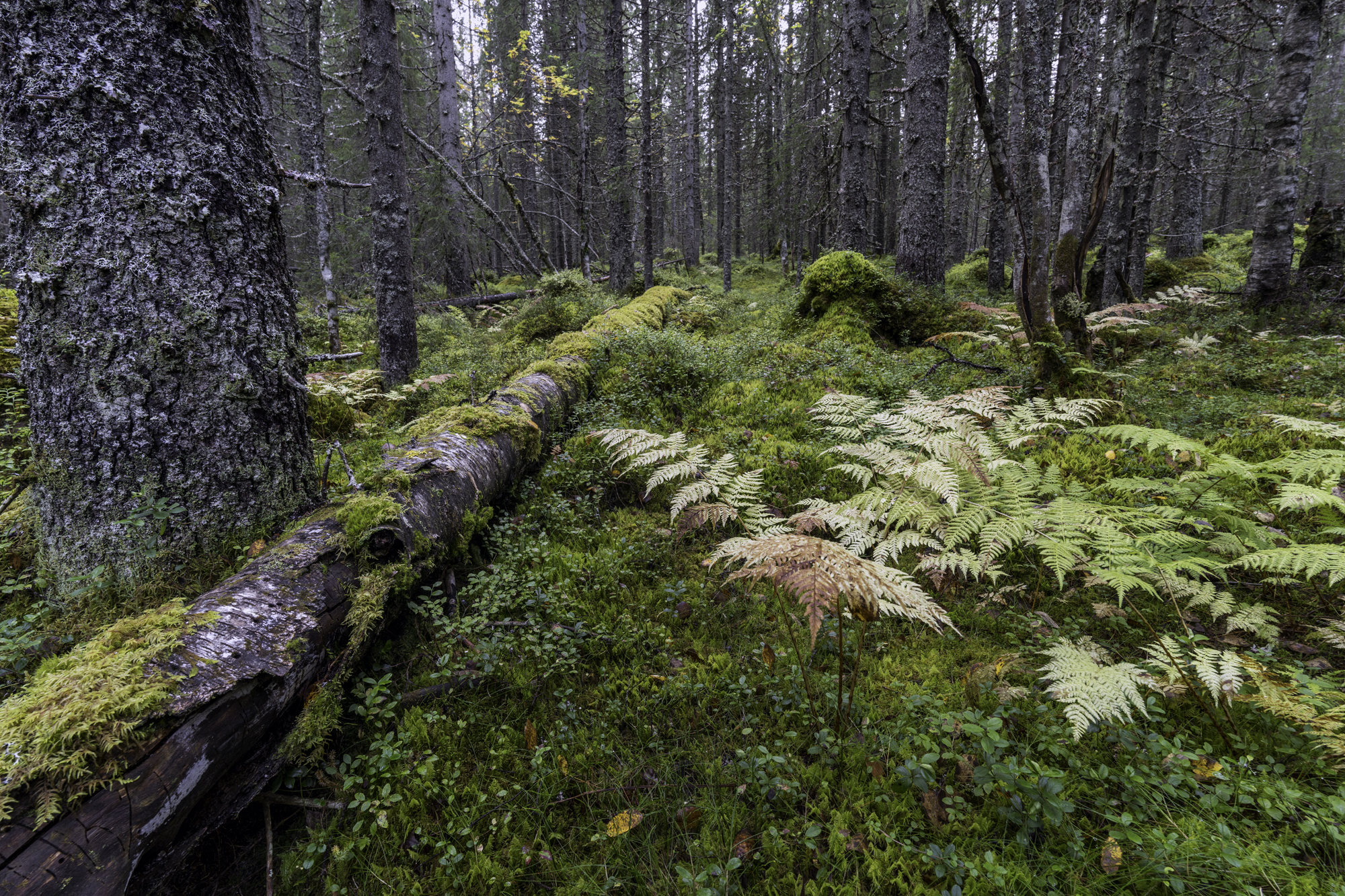
Skogsparti i Tjåberget.
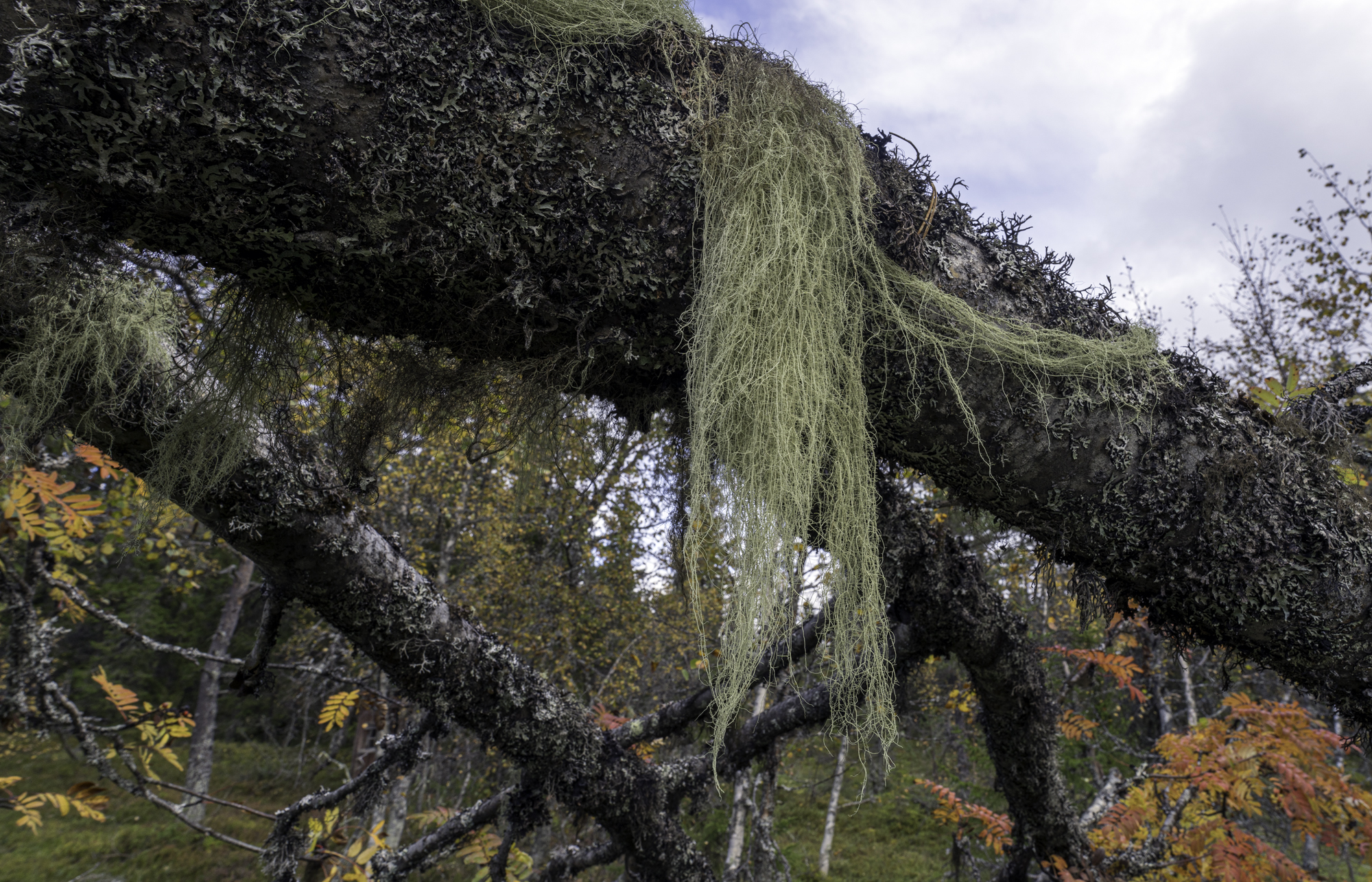
Skägglav på en omkullfallen rönn.
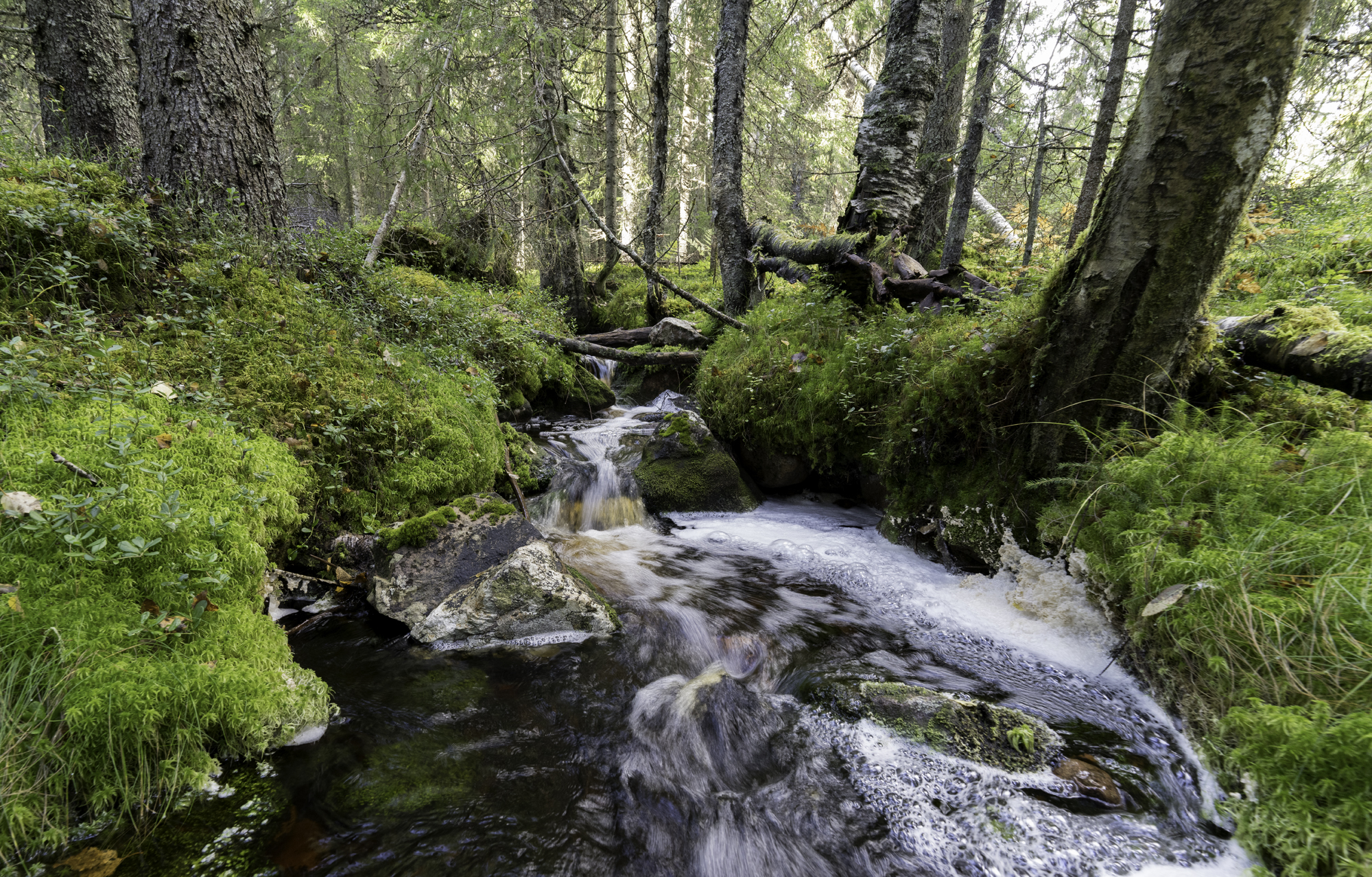
Skogsbäck.
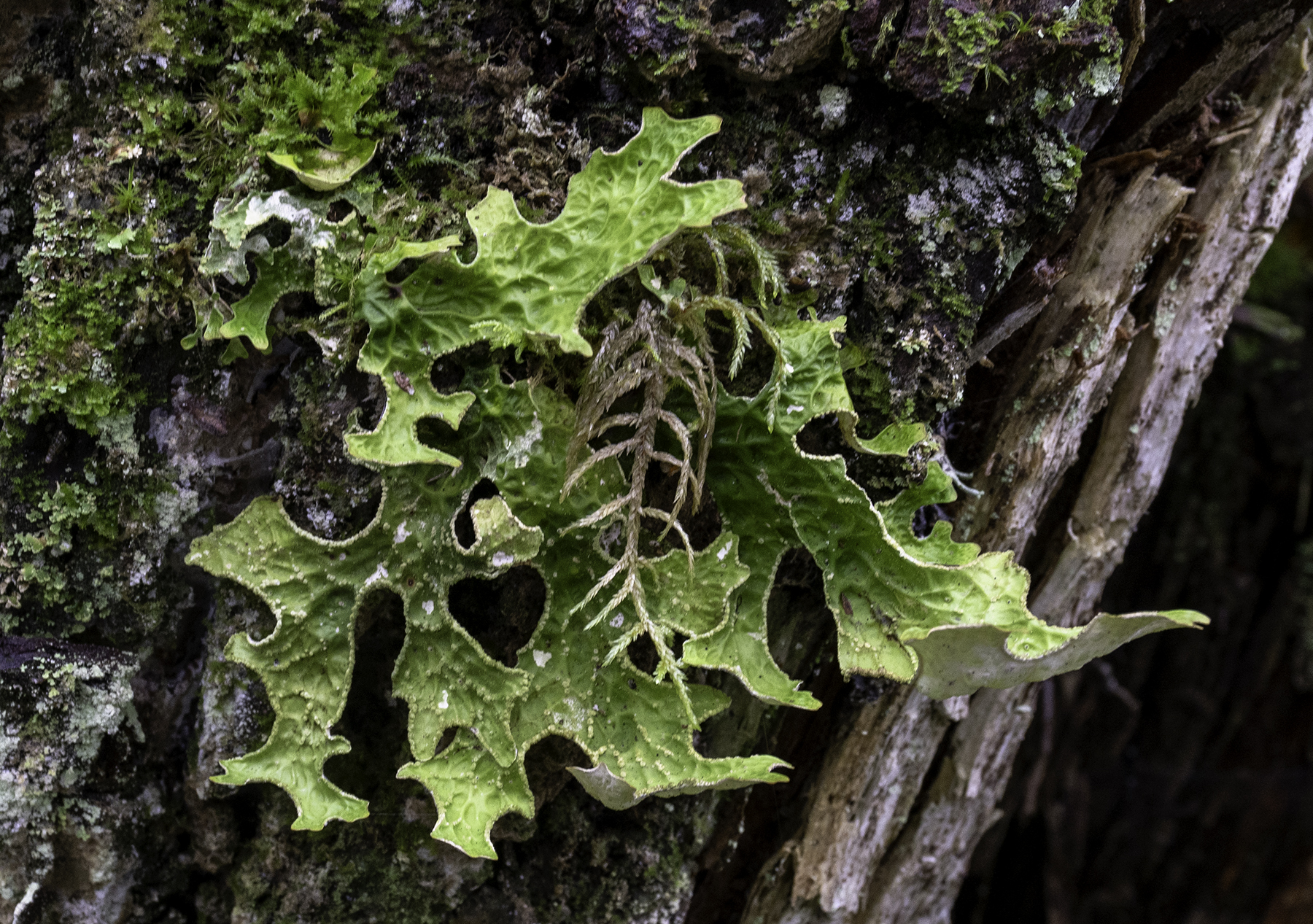
Lunglav.
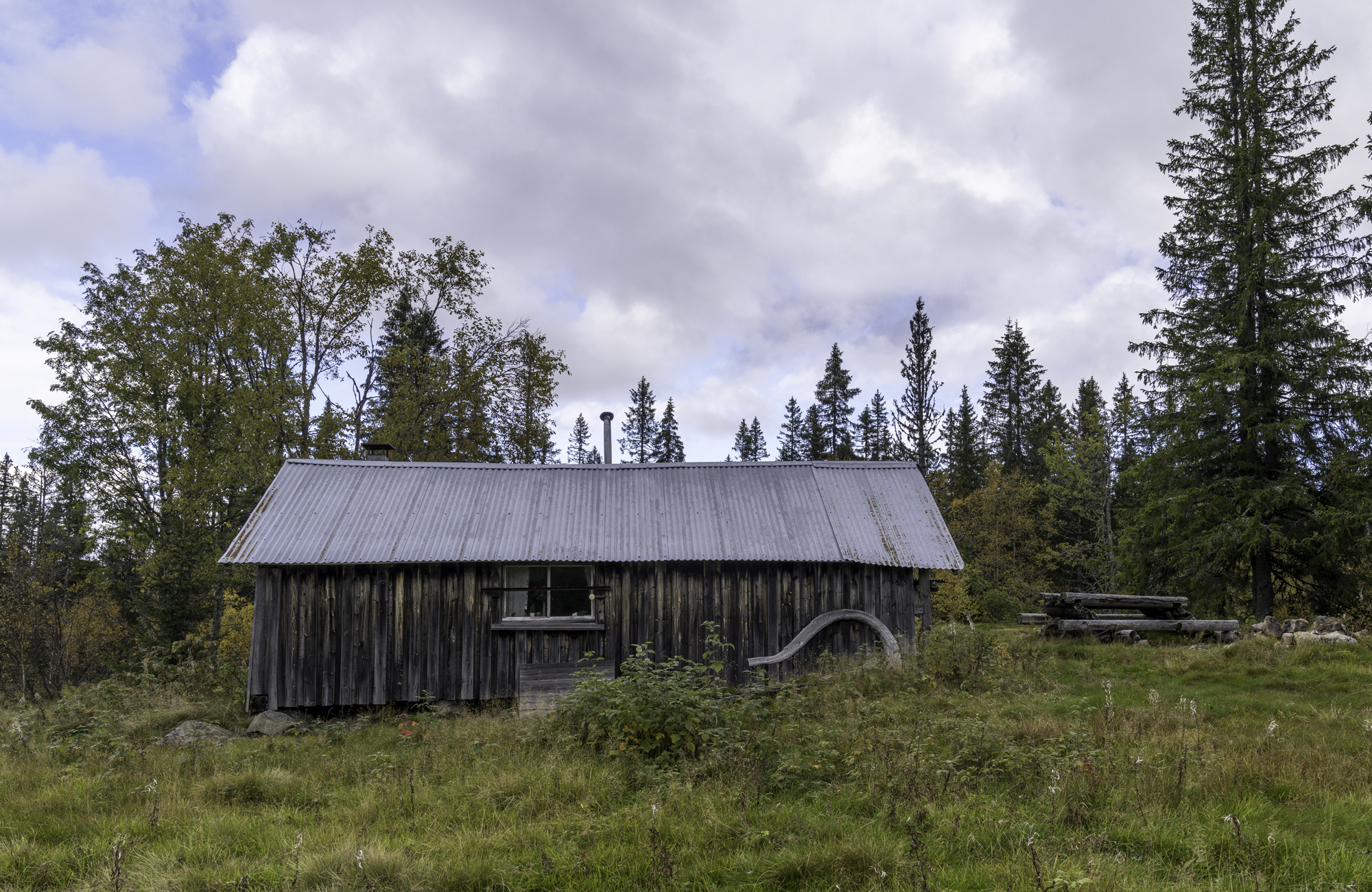
Byggnad vid fäboden Gävlu.